# Cian Uijtdebroeks
Cian Uijtdebroeks, né le 28 février 2003, est un coureur cycliste belge, membre de l'équipe Visma-Lease a Bike.

## Biographie
Habitant Abolens dans la commune de Hannut en région wallonne (province de Liège) et fils de parents néerlandophones, Cian Uijtdebroeks est parfaitement bilingue français et néerlandais.

### Jeunesse
Dans sa jeunesse, Cian Uijtdebroeks a pour modèles Christopher Froome ainsi que les grimpeurs français Thibaut Pinot et Romain Bardet. Au niveau cadet, il devient membre du Sprint 2000 Charleroi par l'intermédiaire de Marcel Verbrugghe, le père de Rik Verbrugghe.
Cian Uijtdebroeks rejoint au début 2020 avec un contrat de deux saisons l'équipe junior Acrog-Tormans Balen BC, connue pour avoir été une équipe de jeunesse de Remco Evenepoel en 2018. Il remporte Kuurne-Bruxelles-Kuurne juniors et plusieurs courses nationales. Présenté à ses débuts comme le nouveau Remco Evenepoel, il suscite l'intérêt de plusieurs équipes de l'UCI World Tour. En décembre 2020, l'équipe l'UCI WorldTeam Bora-Hansgrohe annonce avoir signé un contrat de plusieurs années avec lui. Il rejoint en 2021 l'équipe junior Team Auto Eder, directement liée à la formation Bora-Hansgrohe, avant d'être promu en 2022 en tant que coureur professionnel dans l'équipe World Tour, avec un contrat jusqu'à fin 2025,. Il est l'un des meilleurs juniors de la saison et remporte notamment la Classique des Alpes juniors et le titre de champion de Belgique du contre-la-montre juniors. Lors des championnats internationaux, il doit se contenter d'une médaille d'argent au championnat d'Europe du contre-la-montre juniors, puis n'obtient pas les résultats espérés lors des mondiaux organisés chez lui en Belgique,.

### Professionnels

#### Bora Hansgrohe (2022-2023)

##### 2022: victoire au Tour de l'Avenir
En 2022, il commence sa carrière professionnelle chez Bora-Hansgrohe, en participant le 26 janvier, soit un peu plus d'un mois avant son 19e anniversaire, au Trofeo Calvià à Majorque où il prend la 27e place. Ensuite, il se classe notamment septième de la course d'un jour italienne Per sempre Alfredo. Il participe au Tour de Norvège où il se classe dans le top 10 de trois étapes et termine à la huitième place du classement général remporté par Remco Evenepoel. Le 5 juillet, il obtient un premier podium chez les pros en terminant 3e du classement général du Sibiu Cycling Tour en Roumanie. Il remporte en août le classement général ainsi que les 7e et 8e étapes du Tour de l'Avenir, course par étape de référence au niveau espoirs (moins de 23 ans).

##### 2023: quatre tops 10 dans des courses à étapes de l'UCI World Tour dont la Vuelta
Le premier résultat probant de la saison 2023 de Cian Uijtdebroeks a lieu en février sur le Tour d'Oman où il termine à la 9e place du classement général (13 jours avant son 20e anniversaire) à la suite d'une 5e place lors de la troisième étape et une 10e place à l'issue de l'étape reine (cinquième étape) avec arrivée au sommet au Djebel Akhdar. Participant au Tour de Catalogne, il figure dans le top 10 lors des trois étapes les plus montagneuses de cette course et termine à la neuvième place du classement général gagné par Primož Roglič et deuxième meilleur jeune derrière Remco Evenepoel. Au Tour de Romandie, il termine 6e de la quatrième étape, l'étape reine grimpant sur des routes mouillées et entourées de neige à Thyon 2000, précédant Romain Bardet et Egan Bernal. Il se classe aussi 6e du classement général remporté par Adam Yates. Au Tour de Suisse, il prend la cinquième place de la troisième étape avec arrivée au sommet à Villars-sur-Ollon, terminant dans le sillage de Remco Evenepoel et la quatrième place le lendemain à Loèche-les-Bains finissant avec les principaux favoris. Son classement final à 7e place de ce Tour de Suisse lui procure un troisième top 10 dans une course à étape du calendrier de l'UCI World Tour en 2023.
Le 26 août 2023, il est au départ de son premier Grand Tour, le Tour d'Espagne avec l'ambition d'obtenir une bonne place au classement général. Dès la 3e étape et première arrivée au sommet de cette Vuelta, à Arinsal en Andorre, il se classe huitième, finissant avec une dizaine de favoris suivant le vainqueur du jour, Remco Evenepoel. Lors de la 6e étape et deuxième arrivée au sommet, il ne fait pas partie de la grosse échappée qui rafle les dix-sept premières places du jour mais finit à la 22e place, quatorze secondes derrière le tandem Roglič-Vingegaard et dix-huit secondes devant Evenepoel. Il termine cinquième de la difficile 13e étape au col du Tourmalet en compagnie de Juan Ayuso et prend la 9e place au classement général, devenant premier Belge à la suite de la grosse défaillance d'Evenepoel. Les jours suivants, il se plaint de problèmes de selle (frottement au niveau des fesses), ces douleurs ne lui permettant pas de se tenir correctement sur le vélo,. Il se classe septième à l'arrivée de la 17e étape au col mythique de l'Angliru et remonte aussi à la septième place du classement général. Finalement, il termine cette Vuelta à la huitième place, dépassé in extremis pour quelques secondes par son leader Aleksandr Vlasov, ce qui fit couler beaucoup d'encre et sans doute déclencher son départ de l'équipe allemande. Il se classe deuxième du classement du meilleur jeune et premier Belge de ce Tour d'Espagne. Afin de s'aguerrir aux épreuves de contre-la-montre, il termine sa saison le 15 octobre au Chrono des Nations où il prend la quatorzième place.

#### Visma-Lease a Bike (à partir de 2024)

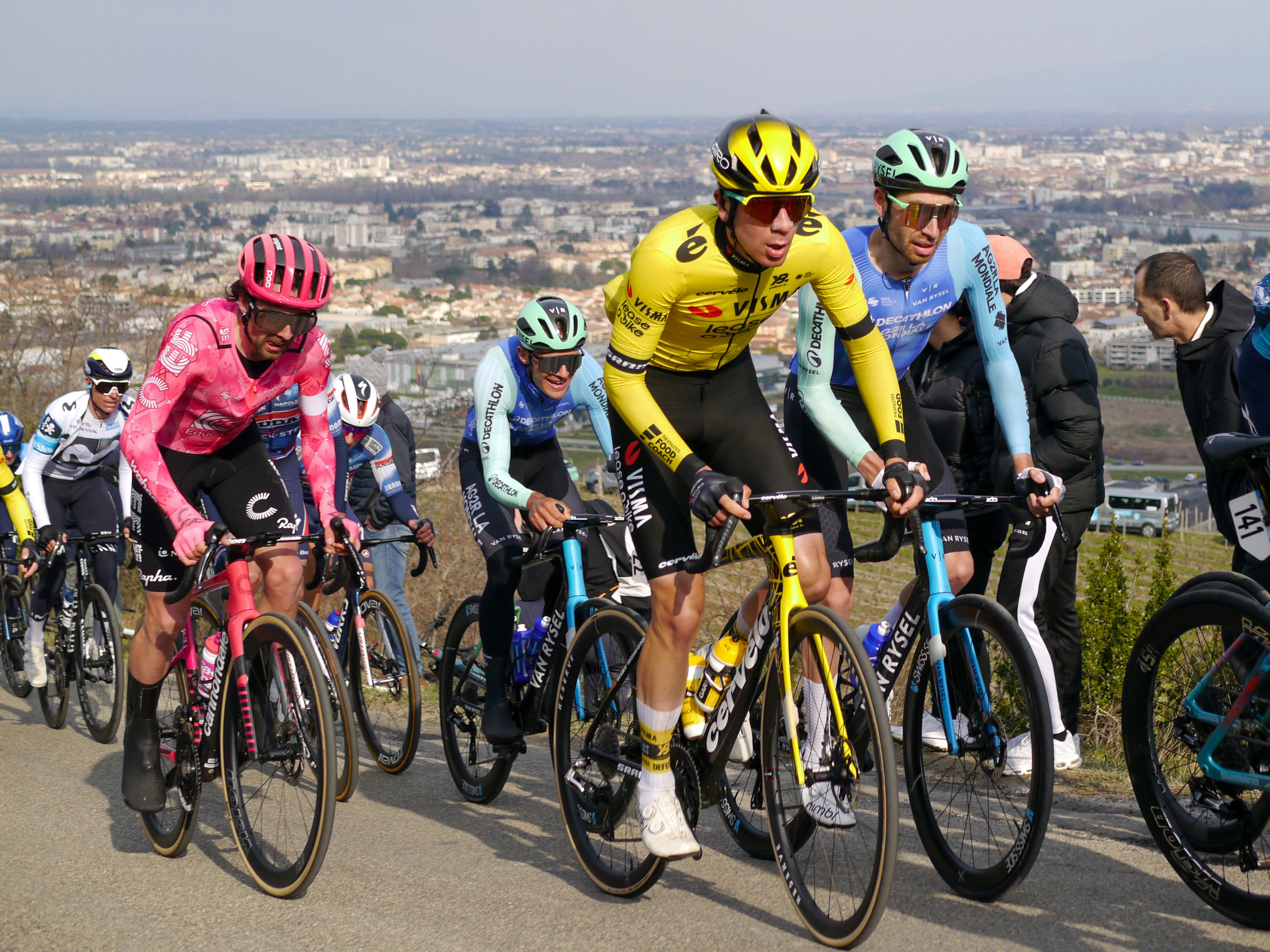
Cian Uijtdebroeks en 2025.

##### 2024: une année minée par la maladie
Il rejoint l'équipe Visma-Lease a Bike (ex-Jumbo-Visma) en 2024, pour quatre saisons. Cependant, l'équipe Bora-Hansgrohe, qui avait encore une année de contrat avec lui, demanderait 1 million d’euros de dédommagement à Visma – Lease a bike. Le 22 décembre 2023, un communiqué de Bora-Hansgrohe annonce que l'affaire s'est réglée entre les deux équipes et confirme la présence de Cian Uijtdebroeks chez Visma–Lease a Bike. Lieutenant de Jonas Vingegaard au départ de Tirreno-Adriatico, il contribue à la victoire finale de son leader danois et se classe lui-même à la 7e place du classement général, ayant contrôlé les adversaires de Vingegaard et terminant les deux étapes de montagne dans le top 10. Au Tour de Catalogne, pourtant assez montagneux, il ne parvient pas à suivre les meilleurs et abandonne lors de la dernière étape alors qu'il figurait la veille à la 17e place du classement général.
En mai, il participe pour la première fois au Tour d'Italie. Il s'aligne avec un rôle de leader dans une équipe Visma-Lease a Bike diminuée par plusieurs forfaits dont ceux de Wout van Aert et de Wilco Kelderman puis par l'abandon après la 1re étape de Robert Gesink. À l'issue de la 2e étape, il se classe à la quatrième place du classement général et revêt le maillot blanc du meilleur jeune. Vingtième de la 7e étape disputée contre-la-montre, il cède ce maillot blanc à Luke Plapp pour 8 secondes et rétrograde à la 7e place du classement général. Toutefois, dès le lendemain, au sommet de Prati di Tivo où il arrive avec les meilleurs et se classe septième, il récupère le maillot blanc et remonte à la 5e place du classement général. Malade, il est non partant pour la 11e étape et doit abandonner le maillot blanc à Antonio Tiberi. En juin, il prend part au Tour de Suisse. S'il parvient à accrocher le top 10 lors des deux premières étapes de montagne (4e et 5e étapes), ses performances sont nettement moins bonnes pour les trois dernières étapes et il termine ce tour helvète à une décevante 35e place.
Le 17 août, il est au départ du Tour d'Espagne avec un rôle d'homme libre dans une équipe Visma Lease a Bike emmenée par le vainqueur en titre Sepp Kuss. Il ne peut toutefois jamais suivre les meilleurs et se classe au mieux à la 29e place d'une étape. Malade et positif au coronavirus, il ne prend pas le départ de la 15e étape à cause de problèmes de dos alors qu'il occupait la 57e place du classement général. Il met un terme à une saison 2024 minée par la maladie après cette Vuelta.

##### 2025
Après plus de cinq mois sans compétition, il participe à la Muscat Classic à Oman en février 2025 où il termine à la 22e place, dans le temps du vainqueur. Ensuite, il réalise de bonnes performances au Tour d'Oman, se classant à la 5e place du classement général remporté par Adam Yates. En mars, sur Tirreno-Adriatico, ses problèmes physiques de jambes engourdies réapparaissent et, en larmes à l'arrivée de la 6e étape, il abandonne la course entre deux mers. Alors qu'il était resté deux mois sans compétition, il est victime d'un accident à l'entrainement le 25 juin quand une voiture est sortie d’un parking et l’a violemment percuté. L’accident a nécessité un passage à l’hôpital. Il reprend la compétition le 2 août à la Classique de Saint-Sébastien où il se classe neuvième, son premier top 10 sur une classique. 
Quelques jours plus tard, il endosse le maillot de meilleur grimpeur à l'issue de la 1re étape du Tour de l'Ain puis se classe deuxième le lendemain, devancé dans un sprint à deux par Nicolas Prodhomme. Lors de la troisième et dernière étape, il lâche tous ses adversaires dont le maillot jaune Nicolas Prodhomme qui est le dernier à résister dans l'ascension du col du Grand Colombier à 50 kilomètres de l'arrivée et gagne l'étape avec plus de trois minutes d'avance. Il remporte ainsi sa première victoire professionnelle et le classement général du Tour de l'Ain. Aligné sur le Czech Tour, aussi en août, il est troisième du classement général avec 9 secondes de retard sur Junior Lecerf avant d'aborder la 4e et dernière étape. Lors de la montée finale de cette ultime étape vers Pustevny, il lâche tous ses adversaires à 2,5 km de l'arrivée et s'envole vers une double victoire (étape et classement général) mais il coince dans les deux cents derniers mètres et doit se contenter de la deuxième place de cette étape ainsi qu'au classement général.

## Style
Grand (1,85 m) et fin (poids de forme : 68 kg), Cian Uijtdebroeks a un profil longiligne de grimpeur et de rouleur et se destine plutôt aux courses à étapes montagneuses ou aux classiques ardennaises. Il est conscient d'avoir des lacunes au sprint et dans le contre-la-montre.

## Palmarès

### Junior et espoir
- 2020
  - Kuurne-Bruxelles-Kuurne juniors
  - 9e du championnat d'Europe du contre-la-montre juniors
- 2021
  -  Champion de Belgique du contre-la-montre juniors
  - Grand Prix West Bohemia
  - Classique des Alpes juniors
  - 2e étape du Tour du Valromey
  - Aubel-Thimister-Stavelot :
    - Classement général
    - 2e étape secteur A (contre-la-montre)

  - 2e étape secteur A de la Course de la Paix juniors (contre-la-montre)
  - 2e du Gran Premio Eccellenze Valli del Soligo (contre-la-montre par équipes) 
  - 2e du Trofeo Guido Dorigo
  - 2e du Tour du Valromey
  -  Médaillé d'argent du championnat d'Europe du contre-la-montre juniors
  - 3e de la Course de la Paix juniors
  - 6e du championnat du monde du contre-la-montre juniors
- 2022
  - Tour de l'Avenir : 
    - Classement général
    - 7e et 8e étapes

### Professionnel
- 2022
  - 3e du Sibiu Cycling Tour
- 2023
  - 6e du Tour de Romandie
  - 7e du Tour de Suisse
  - 8e du Tour d'Espagne
  - 9e du Tour de Catalogne
- 2024
  - 7e de Tirreno-Adriatico
- 2025
  - Tour de l'Ain :
    - Classement général
    - 3e étape

  - 2e du Czech Tour
  - 9e de la Classique de Saint-Sébastien

### Classements mondiaux
| Année                                 | 2022 | 2023 | 2024 |
| ------------------------------------- | ---- | ---- | ---- |
| Classement mondial                    | 226e | 84e  | 275e |
| UCI Europe Tour                       | 185e | 68e  | nc   |
|                                       |      |      |      |
| Légende : nc = non classéSource : UCI |      |      |      |

### Résultats sur les grands tours

#### Tour d'Italie
1 participation 
- 2024 : non-partant (11e étape)

#### Tour d'Espagne
2 participations
- 2023 : 8e
- 2024 : non-partant (15e étape)

### Résultats sur les courses par étapes
Ce tableau présente les résultats de Cian Uijtdebroeks sur les courses par étapes de l'UCI World Tour auxquelles il a participé.
| Légende | Légende | Légende | Légende     | Légende | Légende     | Légende | Légende              | Légende | Légende       |
| ------- | ------- | ------- | ----------- | ------- | ----------- | ------- | -------------------- | ------- | ------------- |
| AB      | Abandon | HD      | Hors-délais | NP      | Non-partant | -       | Pas de participation | ×       | Pas d'épreuve |

| Année | Tirreno-Adriatico | Tour de Catalogne | Tour de Romandie | Tour de Suisse |
| ----- | ----------------- | ----------------- | ---------------- | -------------- |
| 2023  | -                 | 9e                | 6e               | 7e             |
| 2024  | 7e                | AB                | -                | 35e            |
| 2025  | AB                | -                 | -                | -              |